# Garmo
Garmo (tadż. Қуллаи Гармо, ros. пик Гармо) – szczyt w paśmie Pamiru. Leży w centralnym Tadżykistanie, około 16 km na południe od szczytu Ismaila Samaniego.